# Julie Nord
Julie Nord (født 14. marts 1970 i København) er billedkunstner uddannet på Det Kongelige Danske Kunstakademi 1994-2001. Hun udfører sirlige, surrealistiske og ofte meget store tegninger med blyant, filtpen, tusch og akvarel. 
I sine billeder arbejder Julie Nord med opløsning af det forventede; bl.a. ved at blande eventyr, pyntelige, børnebogsillustrationer, populærkultur og andre velkendte genrer til noget nyt og foruroligende. Således indeholder værkerne inspiration fra gyserfilm, psykedelisk kunst og Alice in Wonderland. Julie Nord har udstillet mange steder fx USA, England, Sverige, Finland, Norge og Tyskland. I 2010 havde hun stor solo særudstilling Xenoglossy på ARoS Aarhus Kunstmuseum og Nordisk Akvarelmuseum.
Julie Nords kunst sætter spørgsmålstegn ved vore vante virkelighedsbilleder, snarere end kommer med svar. Repræsenteret på bl.a. ARoS og Statens Museum for Kunst. 

## Billeder af Julie Nord
- Smoke from the chimney, 2010
- Paperdoll, 2010

## Ekstern henvisning
- Julie Nord på Internet Movie Database (engelsk)
- Officiel hjemmeside
- Julie Nord på Kunstindeks Danmark/Weilbachs Kunstnerleksikon